# Хермсдорф (район Берлина)
Хермсдорф (нем. Hermsdorf) — район в берлинском административном округе Райниккендорф. Расположен в северной его части и граничит с другими районами округа — Фронау, Тегель, Вайдманнслуст и Любарс, а также с Бранденбургом на северо-востоке.

## История

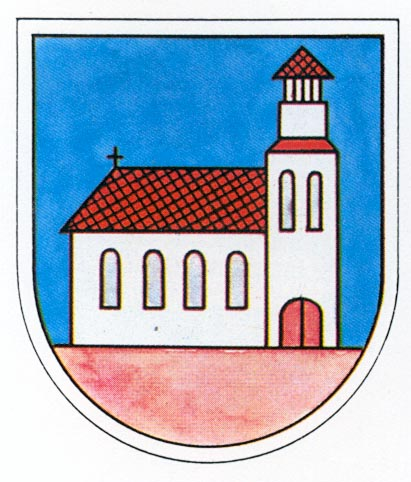
Исторический герб Хермсдорфа

В конце XI веке на этом месте возникли первые славянские поселения. С 1230 года здесь рядом со славянами стали селиться немецкие поселенцы. Первое письменное упоминание поселения датируется 1349 годом как Hermanstorp.
В 1877 году рядом поселением была сооружена станция Берлинской северной железной дороги. В 1913 году на станции было построено здание железнодорожного вокзала. В 1920 году в ходе образования Большого Берлина поселение было включено в черту города немецкой столицы в составе нового округа Райниккендорф.

## Достопримечательности
| - Деревенская церковь - Хермсдорфский вокзал - Школа имени Георга Гервега - Бывшая школа Хермсдорфа |